# الاتا کانتون
الاتا کانتون (به اسپانیایی: Alota Canton) یک سکونتگاه مسکونی در بولیوی است که در شهرستان پوتوسی واقع شده‌ است.

## خصوصیات
الاتا کانتون ۵۳۳ نفر جمعیت دارد.